# Stanča
Stanča (em húngaro: Isztáncs) é um município da Eslováquia, situado no distrito de Trebišov, na região de Košice. Tem 5,5 km² de área e sua população em 2018 foi estimada em 408 habitantes.

## Demografia
| Ano:        | 1994 | 2004   | 2014 | 2024   |
| ----------- | ---- | ------ | ---- | ------ |
| Broj ljudi: | 425  | 440    | 418  | 421    |
| Razlika:    |      | +3,52% | -5%  | +0,71% |

| Ano:               | 2023 | 2024   |
| ------------------ | ---- | ------ |
| Número de pessoas: | 414  | 421    |
| Diferença:         |      | +1,69% |